# 11760 Auwers
11760 Auwers là một tiểu hành tinh vành đai chính với chu kỳ quỹ đạo là 2050.1974910 ngày (5.61 năm).
Nó được phát hiện ngày 24 tháng 9 năm 1960.